# H.C. Andersens Boulevard

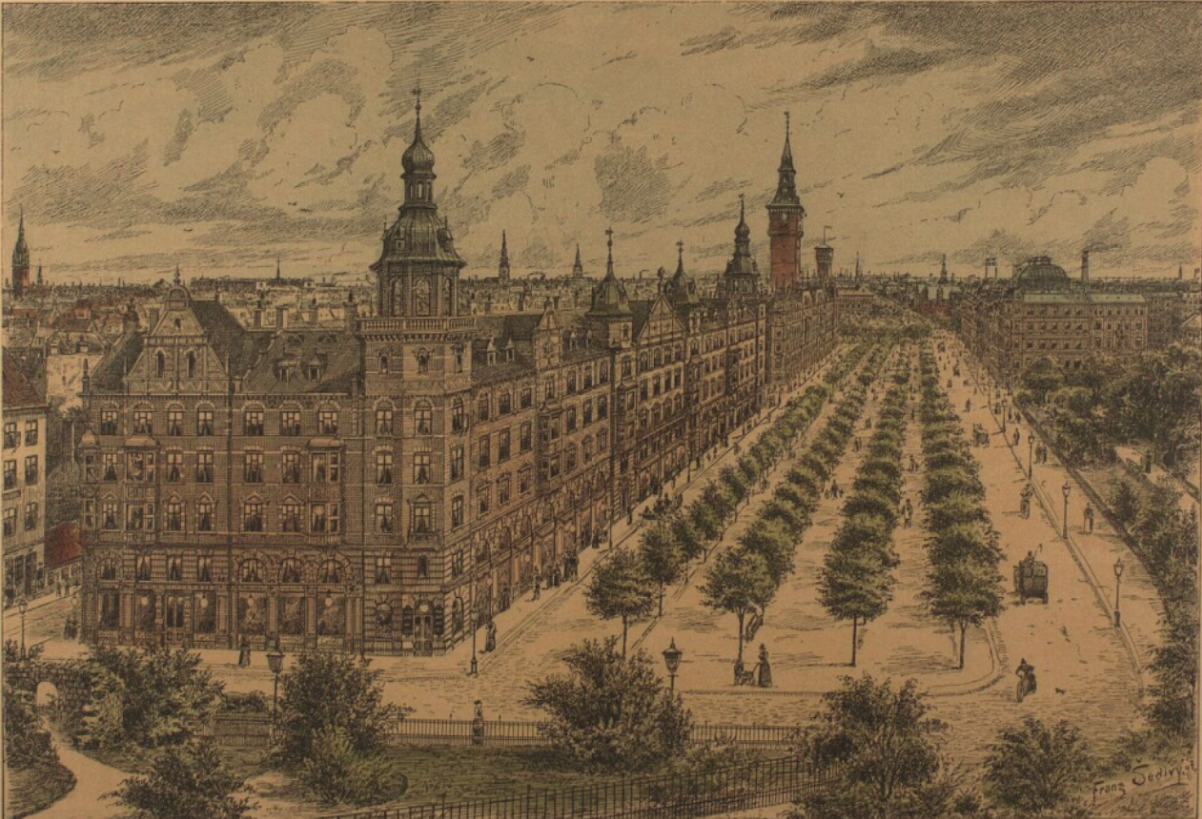
Franz Šedivý: Vestre Boulevard 1894

H.C. Andersens Boulevard ist eine ca. 1,3 km lange sechsspurige Hauptverkehrsachse, die mitten durch das Zentrum der dänischen Hauptstadt Kopenhagen verläuft.
Der Boulevard beginnt im Osten in Langebro und endet im Westen mit dem Übergang in die Gyldenløvesgade und weiter Åboulevarden. Die Straße verbindet somit die Insel Amager mit Frederiksberg und Nørrebro. Unterwegs passiert der Boulevard unter anderem den Freizeitpark Tivoli, das H.C. Andersen Slottet und das Rathaus von Kopenhagen.

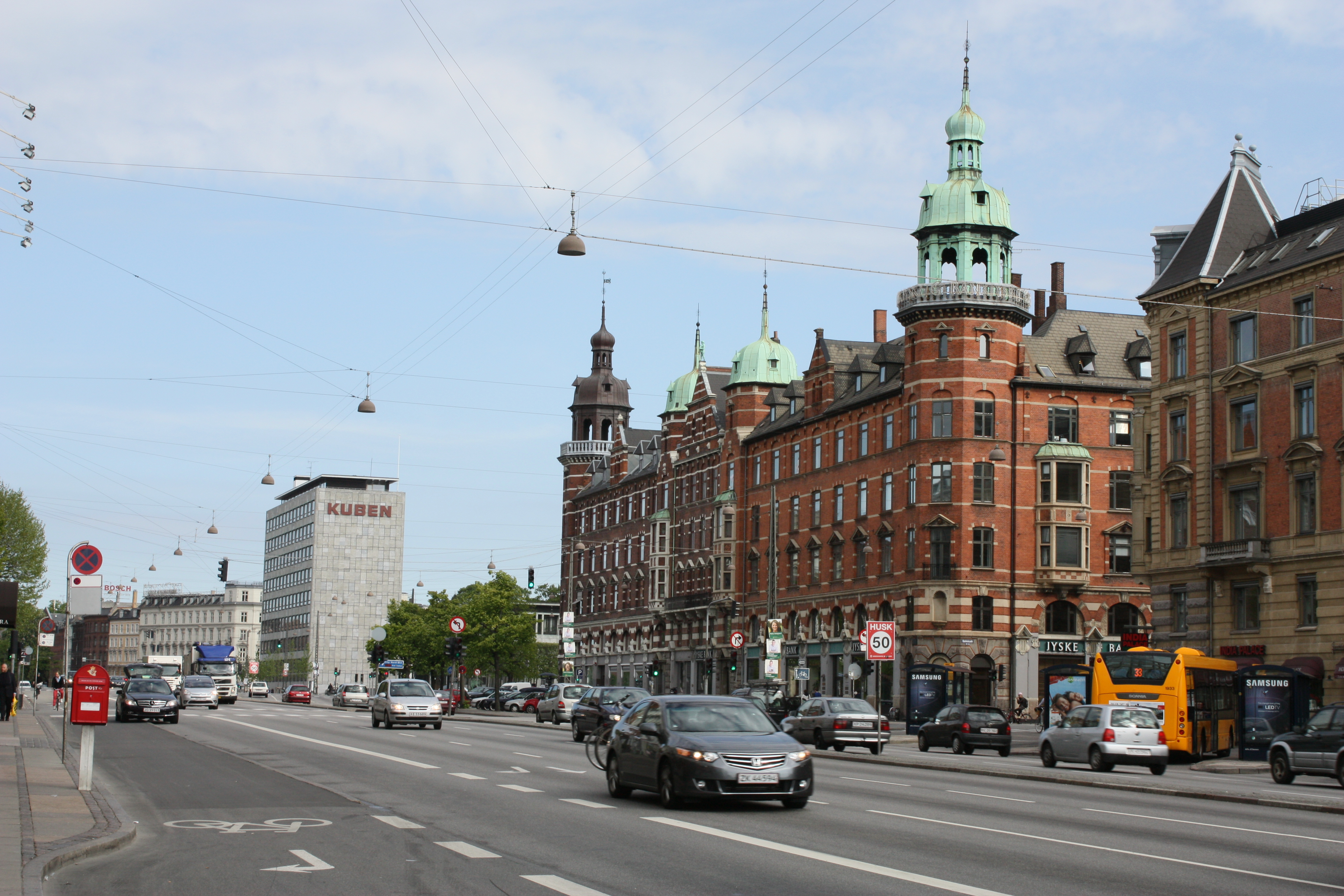
H.C. Andersens Boulevard im Mai 2009

Die Straße hieß ursprünglich Vestre Boulevard, wurde aber im Jahr 1955, anlässlich des 150. Geburtstages des berühmten dänischen Dichters Hans Christian Andersen, umbenannt in H.C. Andersens Boulevard. Bis zu dieser Umbenennung trug die jetzige Kjeld Langes Gade den Namen H.C. Andersens Gade.
Der H.C. Andersens Boulevard ist mit einem täglichen Verkehr von 57.700 (Stand 2000), Dänemarks am meisten befahrene gewöhnliche Straße. Die Situation wird nur durch die Hauptautobahnen um Kopenhagen übertroffen.
Zusätzlich zu den sechs Hauptfahrbahnen gibt es von Rysensteensgade bis Ny Kongensgade und von Stormgade bis hinter dem Rathaus extra Fahrbahnen mit Parkmöglichkeit Richtung Rådhuspladsen. In Richtung Langebro gibt es lokale Fahrspuren mit Parkplätzen von Industriens Hus bis Tietgensgade und von Rysensteensgade bis zur Brücke über den Hafen. Es gibt auch eine Busspur von Stormgade bis zum Ende von Rådhuspladsen.

## Maßnahmen gegen Lärm und Umweltverschmutzung
Die Straße verursacht viel Lärm und Umweltverschmutzung in der Innenstadt und unterbricht die Verbindung zwischen Tivoli / Hauptbahnhof und Strøget / Altstadt. In den letzten Jahren gab es mehrere Vorschläge, um eine Straßenunterführung anzulegen. Im April 2008 entschied die Gemeinde jedoch, diesbezüglich keine Untersuchung einzuleiten. Im Gegenzug wurde beschlossen, dass auf der Straße lärmmindernder Asphalt verlegt werden muss.

## Galerie

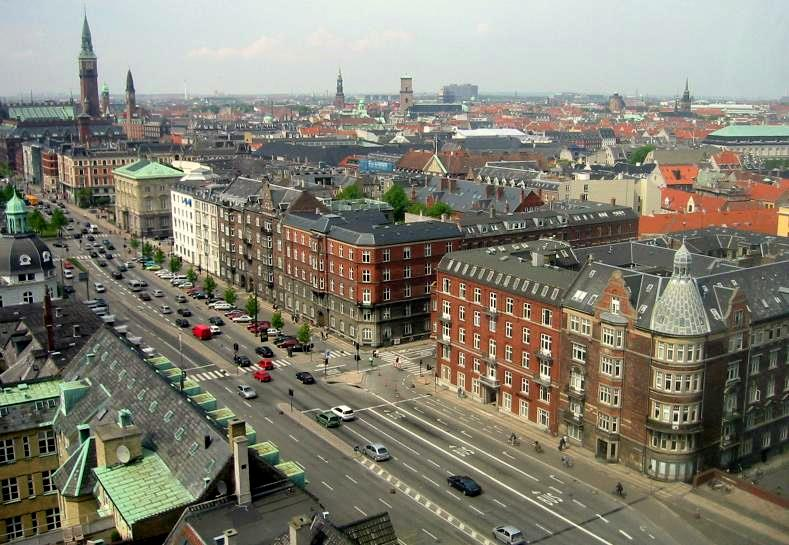
H.C. Andersens Boulevard, im Hintergrund links Rådhuspladsen mit Rathaus
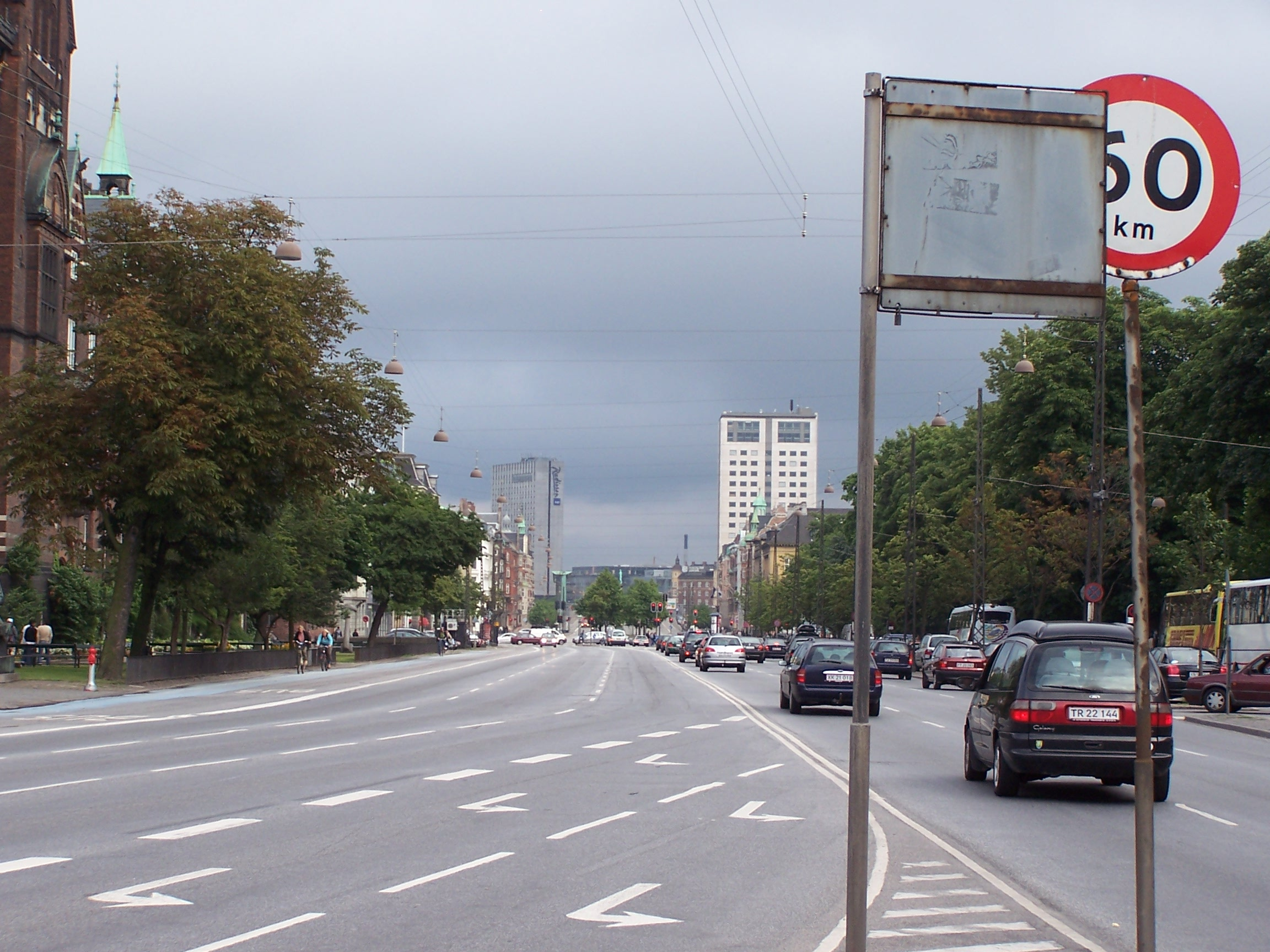
H.C. Andersens Boulevard, Blickrichtung Amager
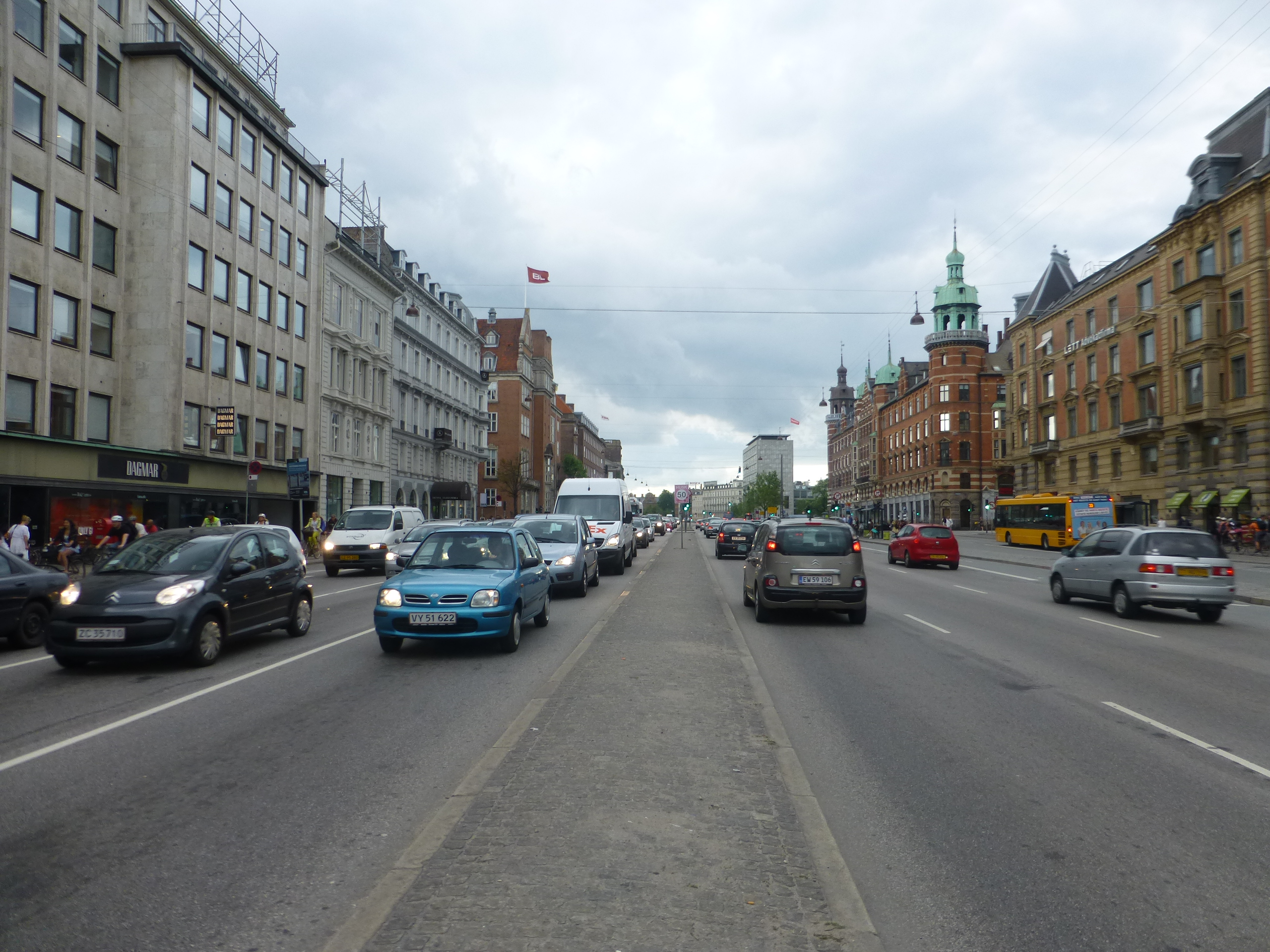
Hauptverkehrszeit auf dem H.C. Andersens Boulevard
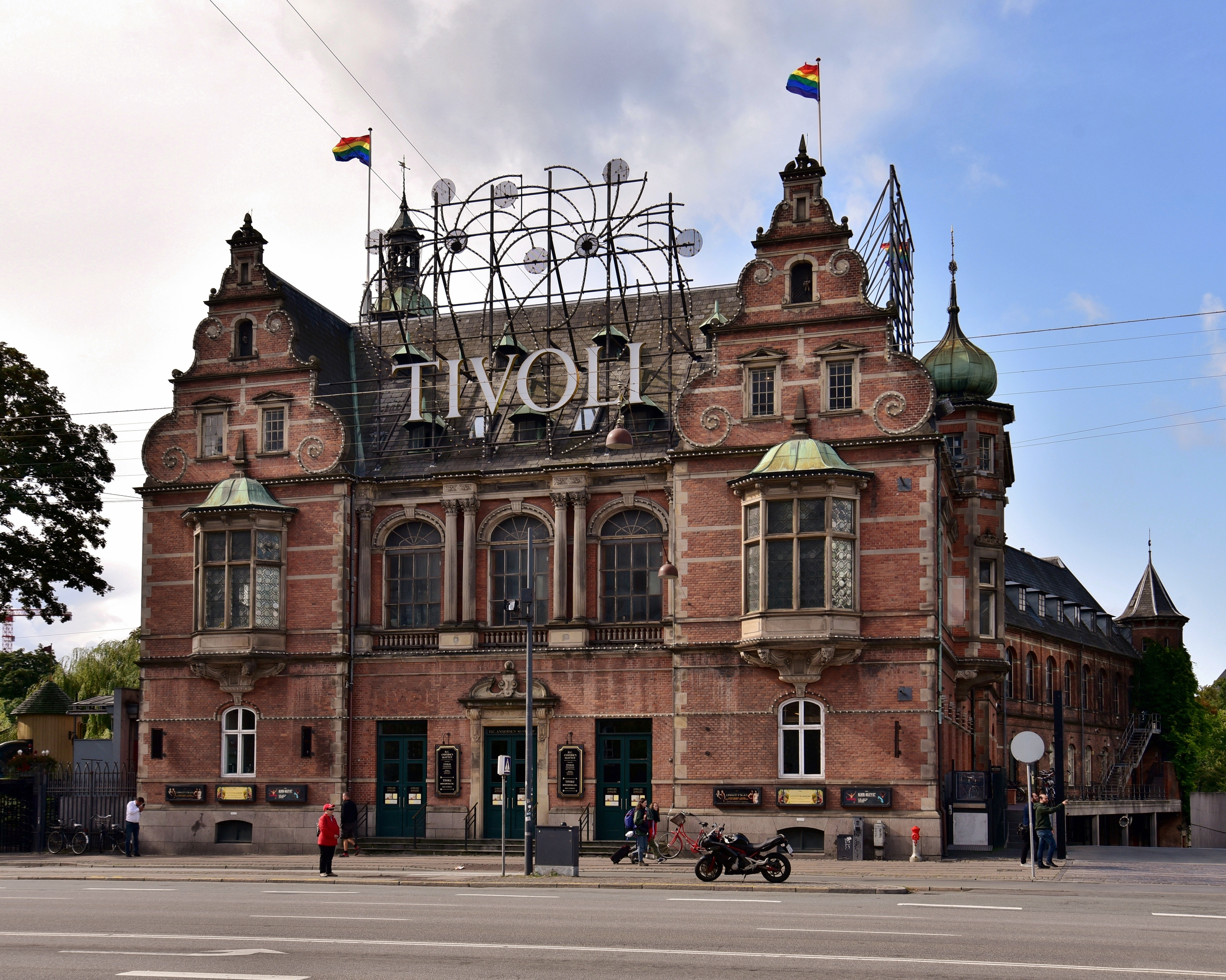
H.C. Andersen Slottet, H.C. Andersens Boulevard 20-24
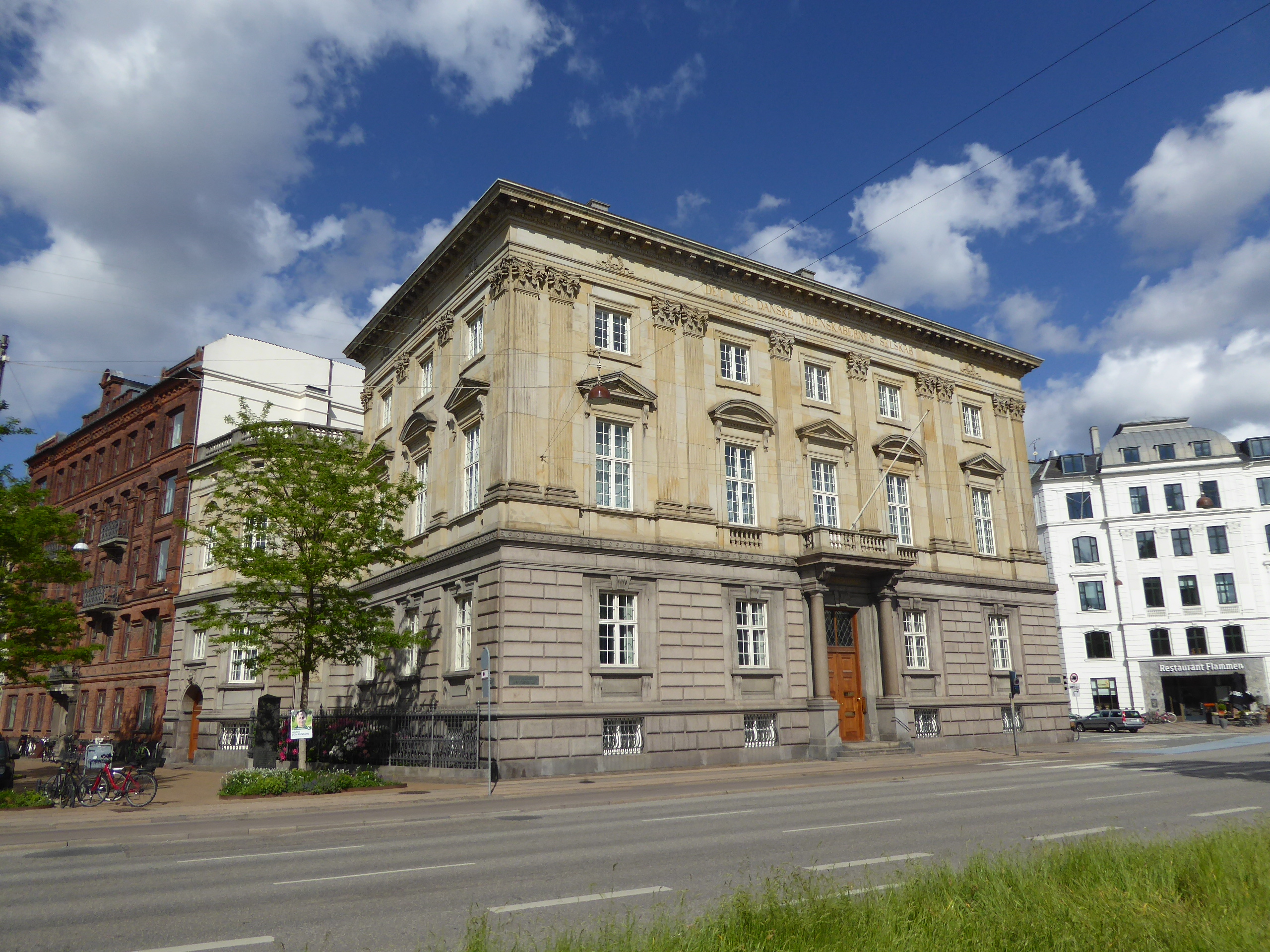
Carlsbergfondet, H.C. Andersens Boulevard 35